# Michał Śliwiński
Michał Śliwiński (en russe Михаил Сливинский, né le 5 février 1970 à Dobrotwór),est un céiste polonais pratiquant la course en ligne. Il a aussi concouru sous les couleurs de l'Ukraine, de l'Équipe unifiée et de l'Union soviétique.

## Palmarès

### Jeux olympiques
- 1988 à Séoul,  Corée du Sud
  -  Médaille d'argent en C-1 500 m.
- 1992 à Barcelone,  Espagne
  -  Médaille d'argent en C-1 500 m.
- 1996 à Atlanta,  États-Unis
  - 4e place en C-1 500 m.
- 2000 à Sydney,  Australie
  - 7e place en C-1 500 m.
- 2004 à Athènes,  Grèce
  - 5e place en C-2 1000 m.

### Championnats du monde
- 1989 à Plovdiv,  Bulgarie
  -  Médaille d'or en C-1 500 m
- 1990 à Poznań,  Pologne
  -  Médaille d'or en C-1 500 m
- 1991 à Paris,  France
  -  Médaille d'or en C-1 500 m
- 1994 à Mexico,  Mexique
  -  Médaille de bronze en C-1 200 m
  -  Médaille de bronze en C-1 500 m
  -  Médaille de bronze en K-4 200 m
- 1995 à Duisbourg,  Allemagne
  -  Médaille de bronze en C-1 500 m
- 1997 à Dartmouth,  Canada
  -  Médaille de bronze en C-1 200 m
  -  Médaille de bronze en C-1 500 m
- 1998 à Szeged,  Hongrie
  -  Médaille de bronze en C-1 200 m
  -  Médaille de bronze en C-1 500 m
- 2001 à Poznań,  Pologne
  -  Médaille d'or en C-2 1000 m
  -  Médaille de bronze en C-1 200 m
- 2002 à Séville,  Espagne
  -  Médaille de bronze en C-4 500 m
  -  Médaille d'or en C-2 1000 m
- 2003 à Gainsville,  États-Unis
  -  Médaille d'argent en C-4 500 m
- 2005 à Zagreb,  Croatie
  -  Médaille d'or en C-4 1000 m
  -  Médaille de bronze en C-4 500 m

### Championnats d'Europe
- 2004 à Poznań,  Pologne
  -  Médaille d'or en C-2 1000 m
- 2005 à Poznań,  Pologne
  -  Médaille d'argent en C-2 500 m